# Isabella Anders-Rudes
Isabella Anders-Rudes (* 1968 in Frankfurt am Main; ehemals Isabella Rudes) ist eine deutsche Rechtswissenschaftlerin und Professorin für Wirtschaftsprivatrecht, insbesondere Internet- und Onlinerecht, an der Fachhochschule Frankfurt am Main.

## Leben
Isabella Anders-Rudes studierte Rechtswissenschaften an der Justus-Liebig-Universität Gießen und wurde dort im Jahr 2000 zum Dr. iur. promoviert. Die Promotionsschrift erschien im Jahr 2001 unter dem Titel „Urheberrechte an Werken der angewandten Kunst in der europäischen Gemeinschaft. Die Lücke im gemeinschaftsweiten Urheberrechtsschutz der Werke der angewandten Kunst“. Bereits 1998 hatte Anders-Rudes den LL.M. an der Law School der Northwestern University in Chicago erworben. Lehraufträgen an der Fachhochschule Frankfurt am Main und der Hochschule Darmstadt sowie einer Anwaltstätigkeit bei Mayer, Brown, Rowe & Maw in Frankfurt am Main folgte 2006 der Ruf auf die Professur für Wirtschaftsprivatrecht, insbesondere Internet- und Onlinerecht an der Fachhochschule Frankfurt am Main. Anders-Rudes ist hier Leiterin des wirtschaftsjuristischen Masterstudiengangs „Verhandeln und Gestalten von Verträgen – Negotiating and Designing Contracts“.
Sie war Teilprojektleiterin im Frankfurter LOEWE-Schwerpunkt 'Außergerichtliche und gerichtliche Konfliktlösung'.

## Werke
- Isabella Rudes: Urheberrechte an Werken der angewandten Kunst in der europäischen Gemeinschaft. Die Lücke im gemeinschaftsweiten Urheberrechtsschutz der Werke der angewandten Kunst (= Europäische Hochschulschriften. Reihe 2: Rechtswissenschaft. Band 3156). Peter Lang, Frankfurt am Main u. a. 2001, ISBN 3-631-37883-1 (Verlagsinformation).